# Odrowąż
Odrowąż (ook: Odrzywąs, Odrovons, Odrowonz) was een Poolse heraldische clan (ród herbowy) van middeleeuws Polen en later het Pools-Litouwse Gemenebest. De oorsprong van de clan ligt waarschijnlijk in Moravië. In de 12e eeuw was Odrowąż samen met enkele andere clans zoals Gryf vertegenwoordigd in de hoogste maatschappelijke kringen van Polen. Het wapensymbool van Odrowąż wordt omgeschreven als een Mongoolse pijl-en-boog.
De historicus Tadeusz Gajl heeft 362 Poolse Odrowąż clanfamilies geïdentificeerd.

## Telgen
De clan bracht de volgende bekende telgen voort:
- Odrowąż
  - Iwo Odrowąż, bisschop
  - Hyacinthus van Polen, heilige
  - Ceslas van Polen, heilige
  - Jan Sprowski, aartsbisschop
  - Andrzej Odrowąż, staatsman
- Szydłowiecki
  - Jakub Szydłowiecki, burggraaf van Krakau
  - Graaf Krzysztof Szydłowiecki
- Feliks Sypniewski, schilder
- Jan Prandota, bisschop
- Joachim Chreptowicz, dichter en schrijver
- Władysław Starewicz, maker van animatiefilms

## Variaties op het wapen van Odrowąż

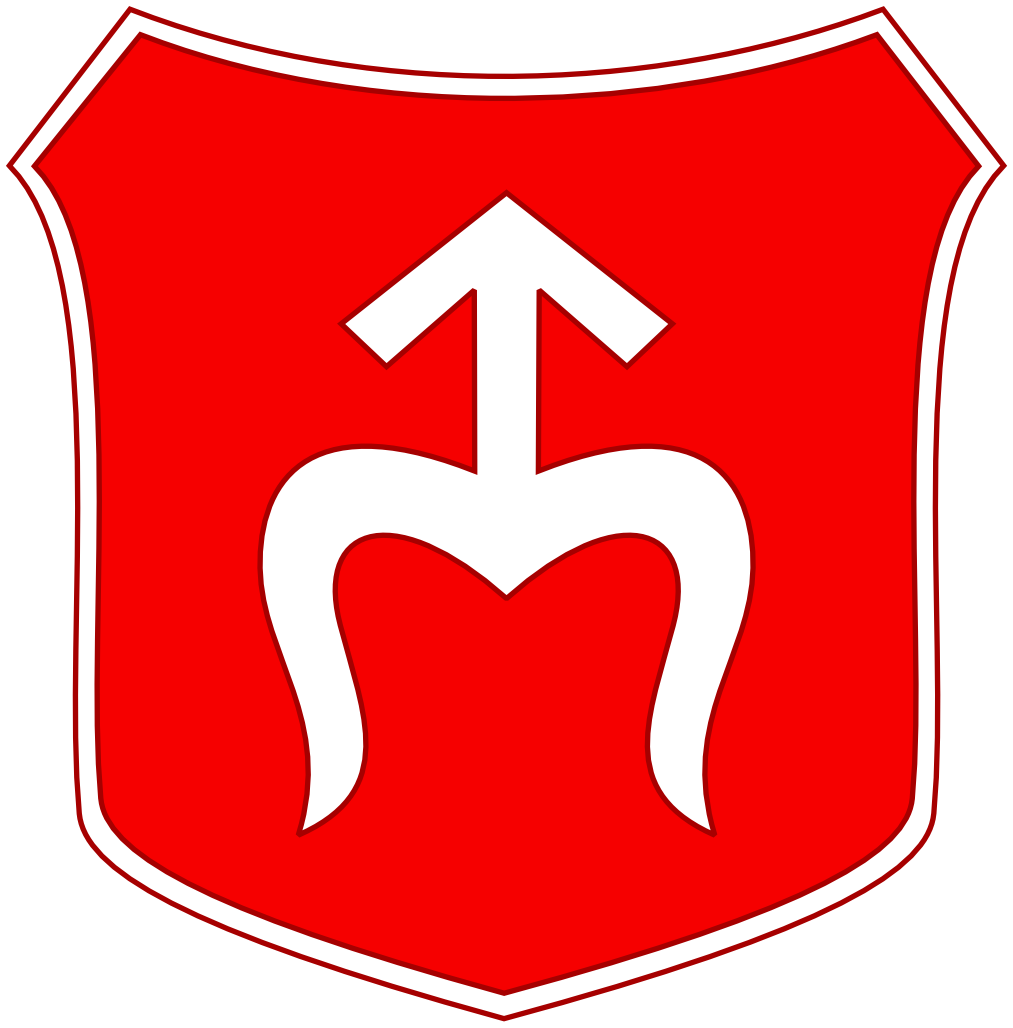
Wapen van de stad Opoczno
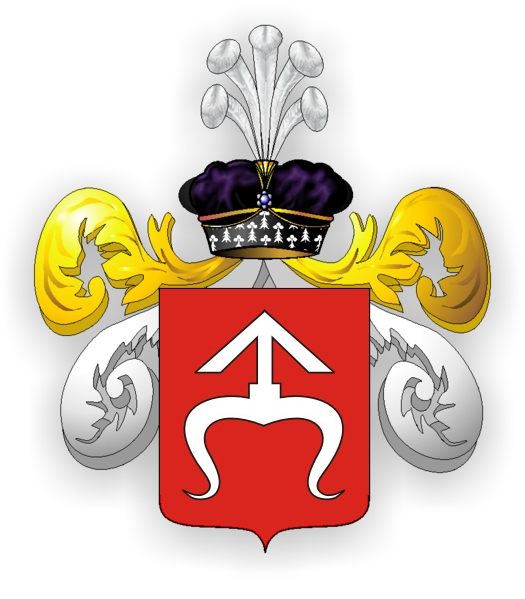
Odrowąż-variant van het huis Bonaparte
Wapen van het district Skarżysko

## Galerij

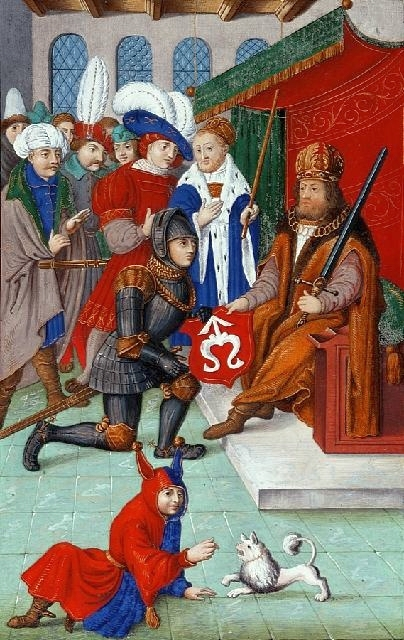
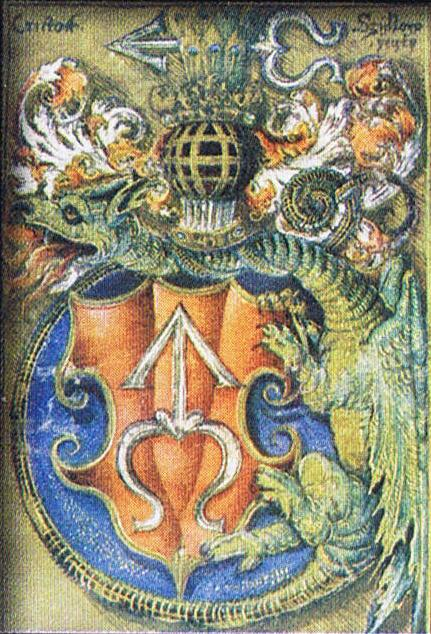
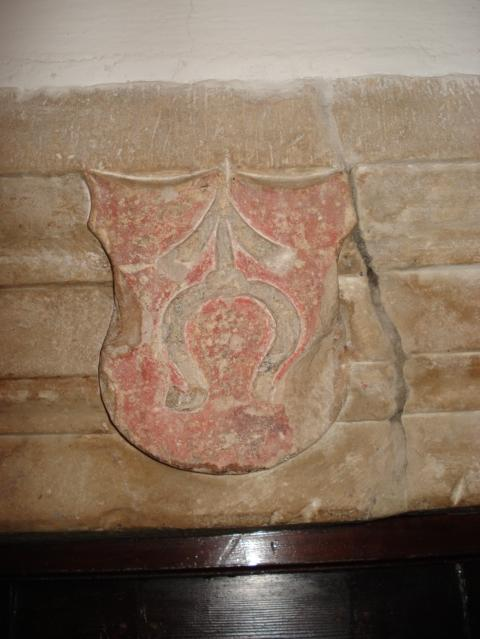
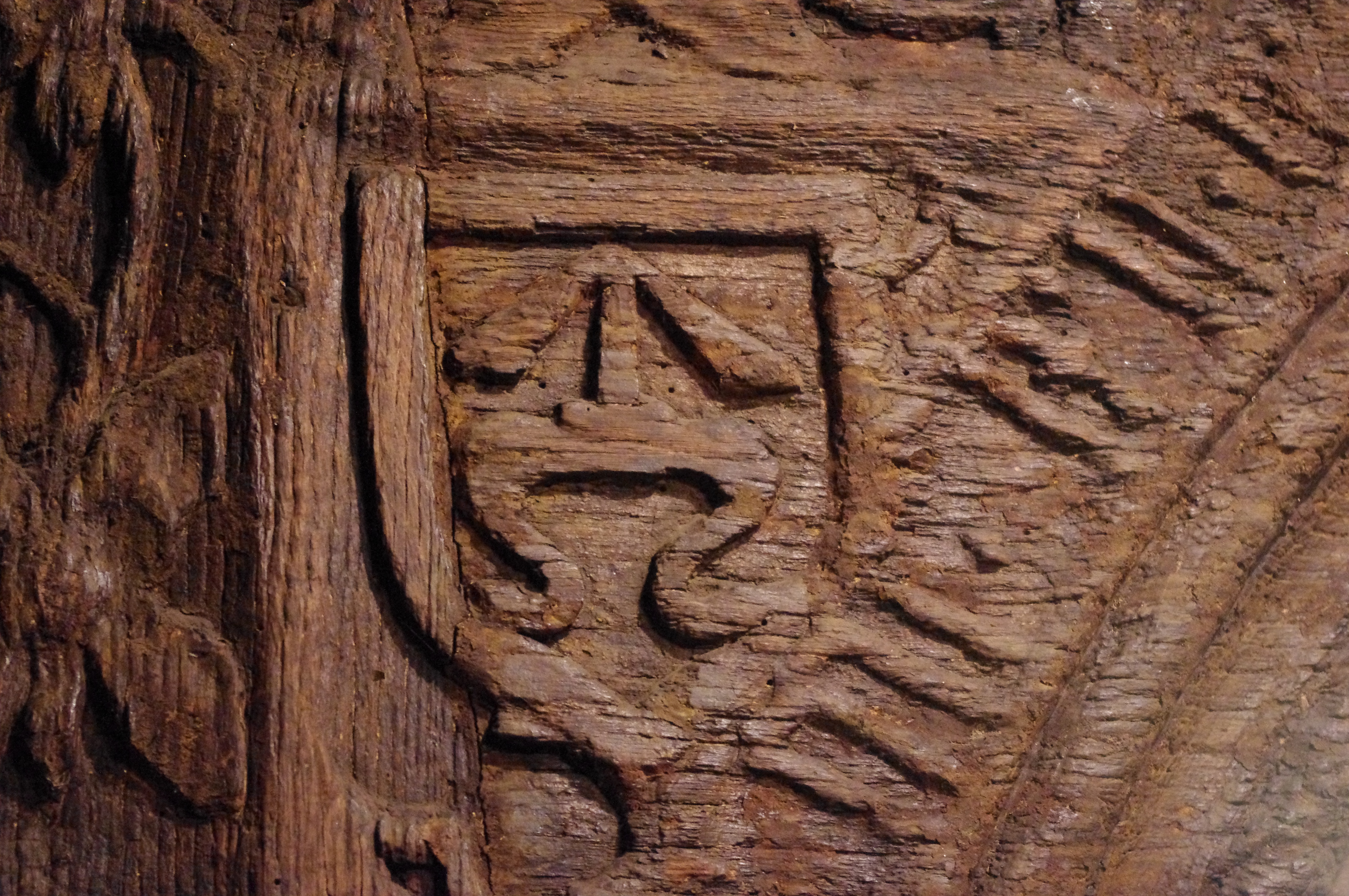
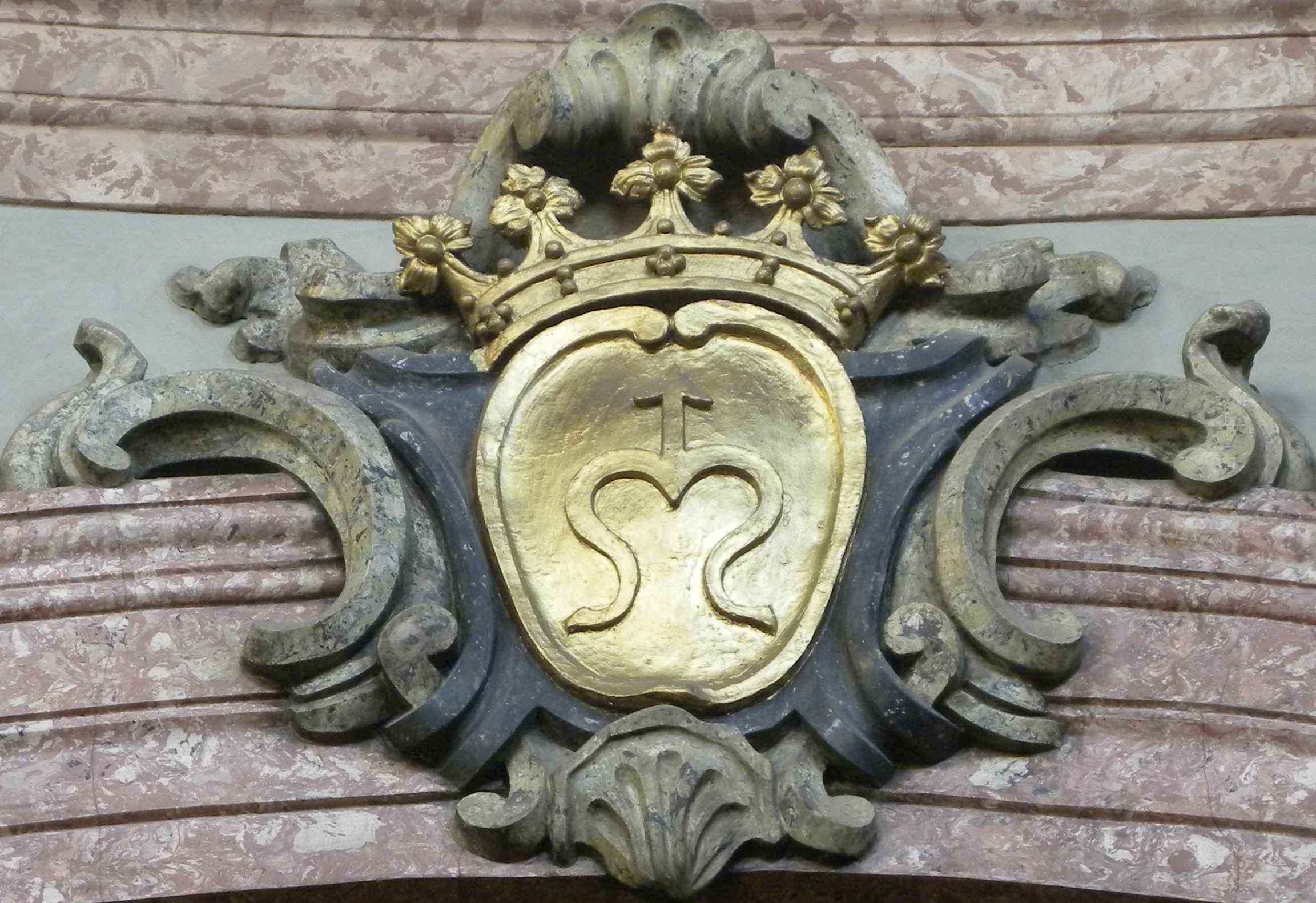
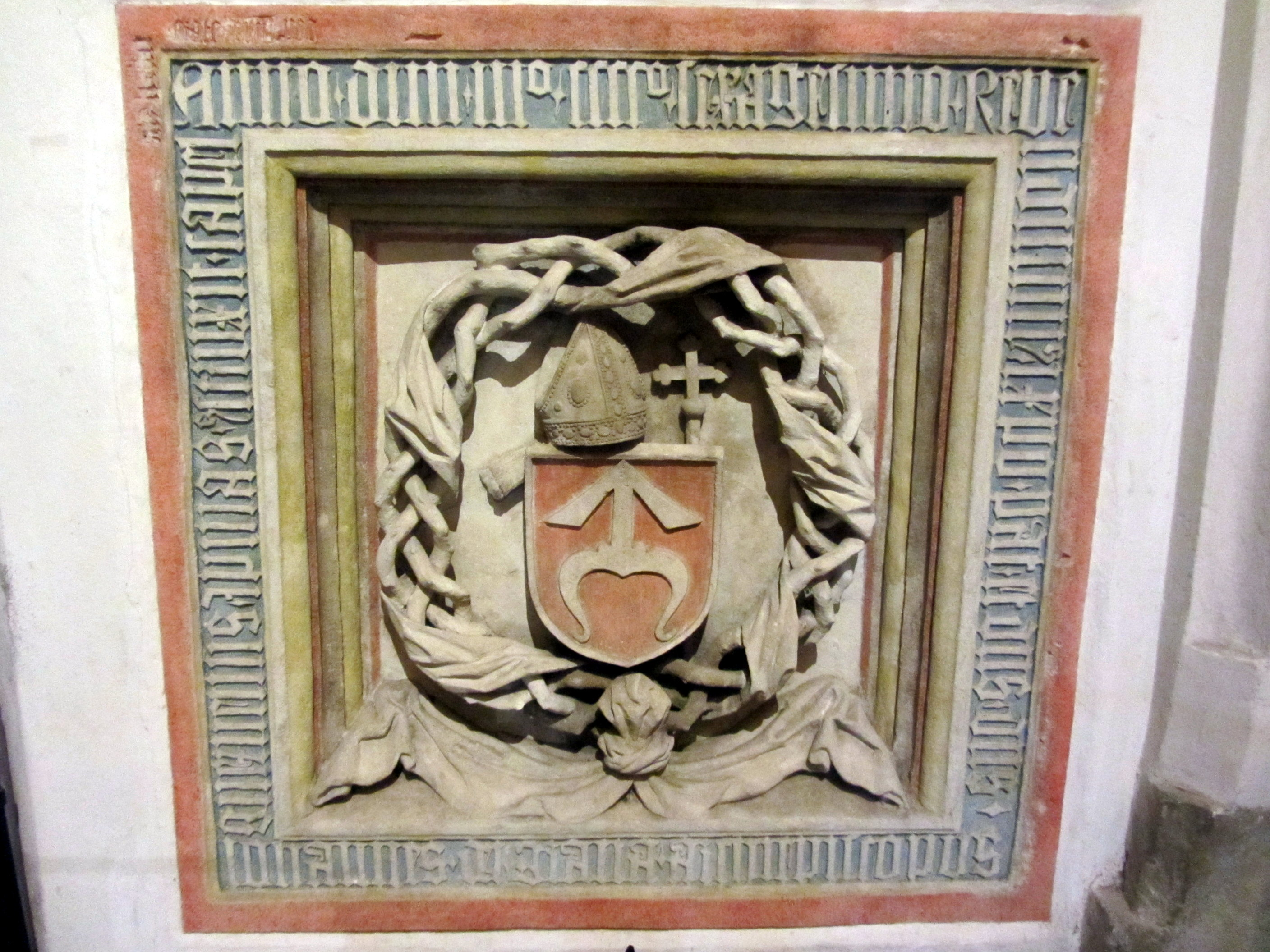
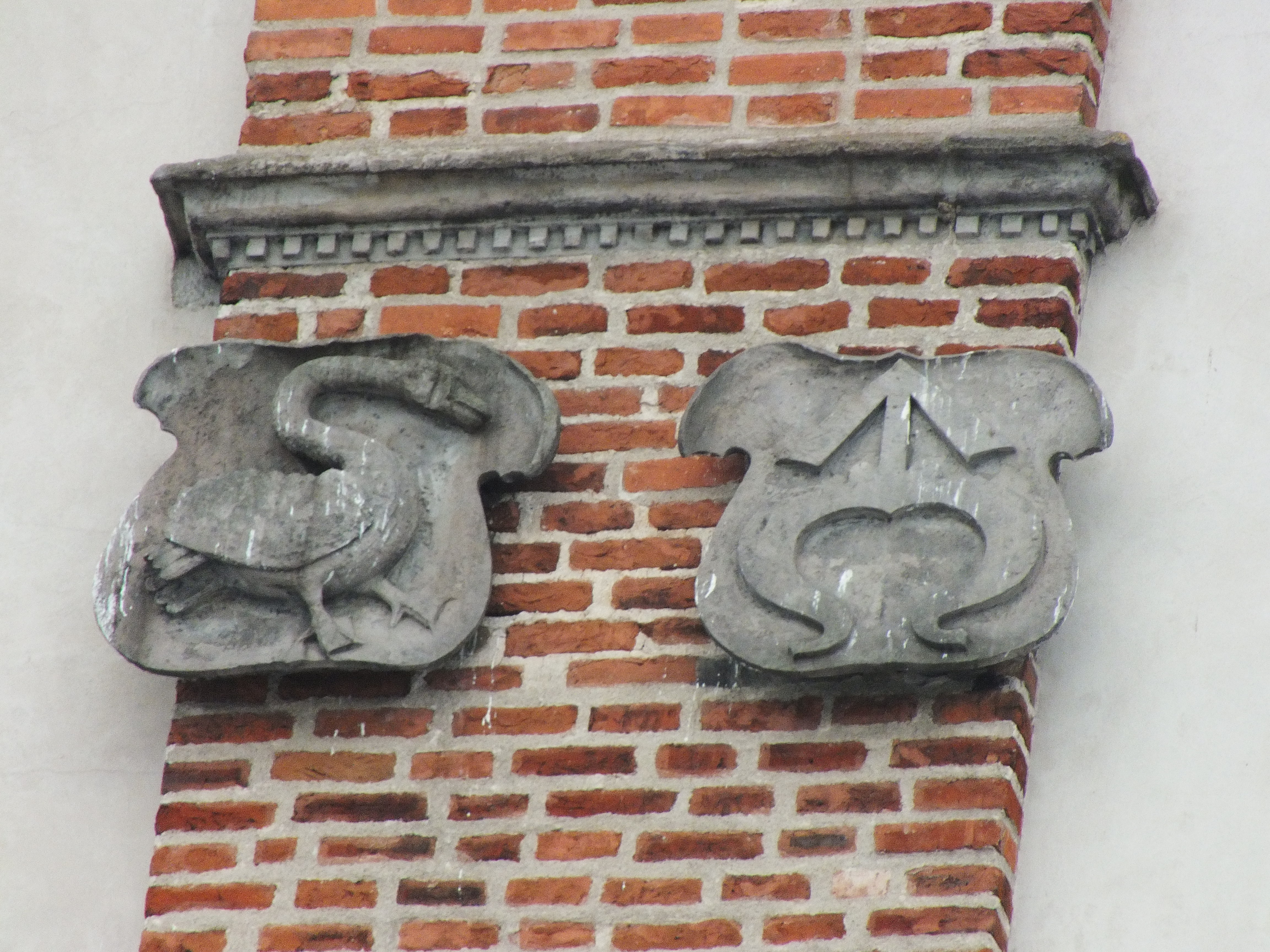
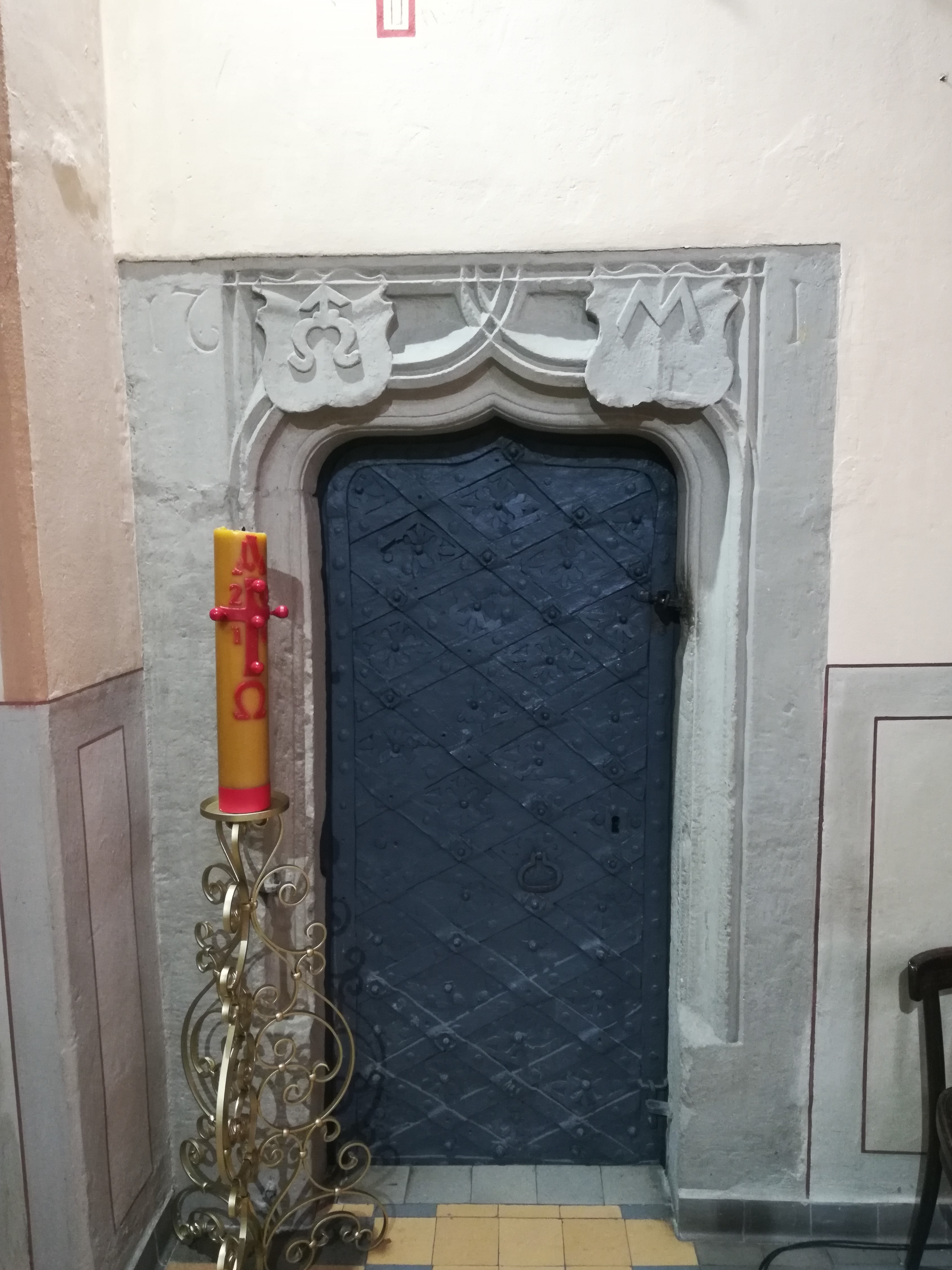
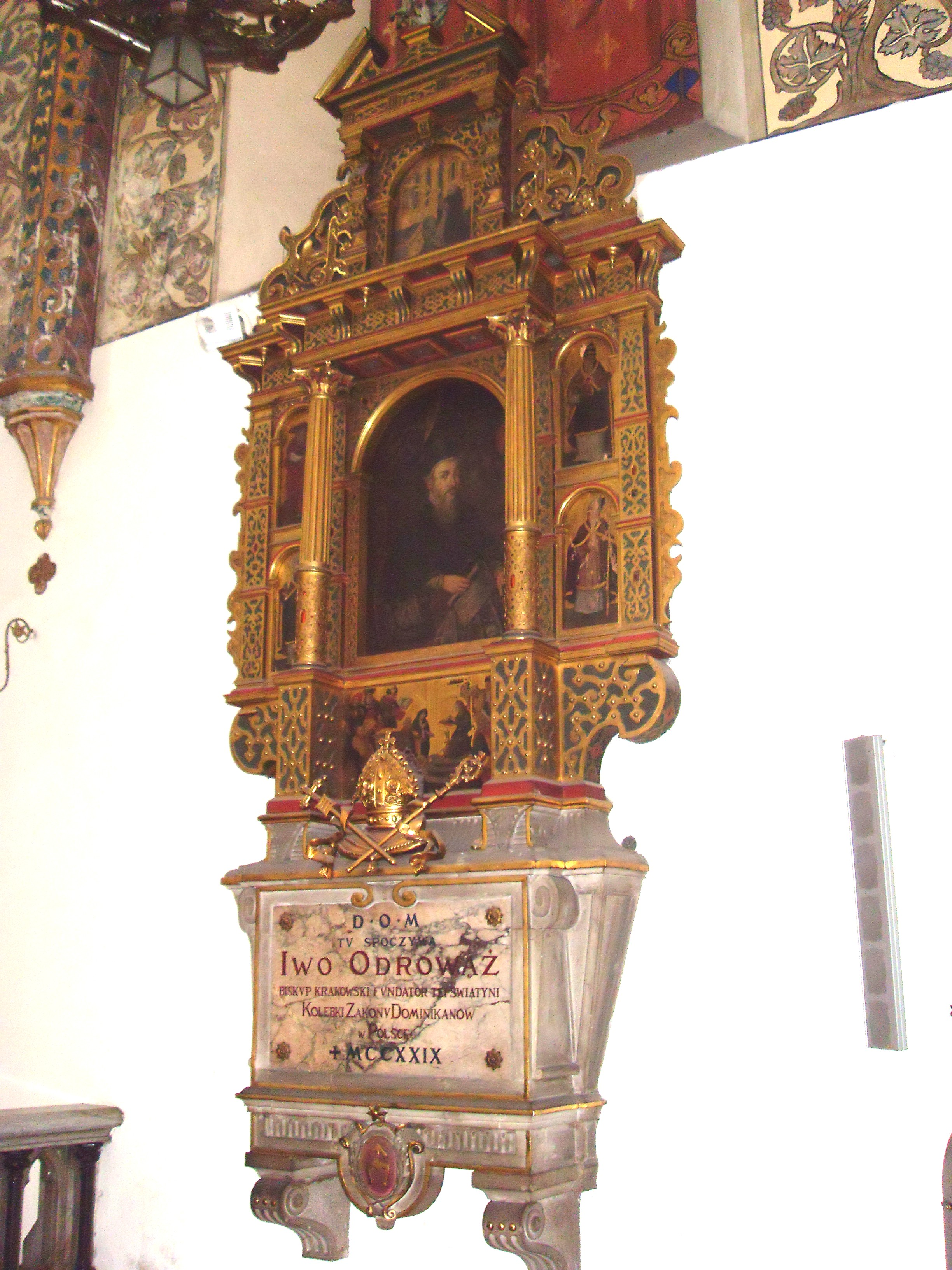